# Diplarche
Diplarche é um género botânico pertencente à família Diapensiaceae.